# 宇津木瑠美
宇津木瑠美（日语： Utsugi Rumi，1988年12月5日—），日本女子足球運動員，現效力於美國國家女子足球聯賽西雅圖君主，位置為後衛或防守中場。同時她也代表日本參加兩屆女子世界盃（2007年、2011年）、2008年奧運會、2008年U20世界盃及兩屆的女子亞洲盃足球賽（2008年、2010年）。

## 經歷
因為家中哥哥的影響之下，兩歲就開始接觸足球。六歲開始參加神奈川縣川崎市的小球隊川崎翅翼練習，小學四年級通過J1球隊川崎前鋒的測試，進入所屬少年隊。
2001年，加入日視美人的青少年隊日視姑娘，同年也得到參與全日本女子足球選手權大會的機會，並進入日本U-16、U-18選拔名單，可惜最後因被認為太過年輕而未入選。隔年，以14歲的年齡被登錄為日視美人正式球員，也成功地成為國家代表隊成員，參加2002年亞足聯U19女子青年錦標賽，最終日本也獲得冠軍，獲得參加首屆U19女子世界盃的資格。2004年6月27日她首次在正式比賽替補出場，面對對手YKK東北男人婆。9月19日，首次先發上陣，對上大原學園JaSRA女子足球隊。同年，再次代表日本參加亞足聯U19女子青年錦標賽，結果在半準決賽0比1負於中國。
2005年，新選拔日本U-17代表，參加在韓國舉辦的2005年亞足聯U17女子少年錦標賽，決賽中戰至互射十二碼，她罰球命中，日本也淘汰中國，取得冠軍。5月21日，在日本與紐西蘭的比賽中首次亮相。10月16日，聯賽面對伊賀女忍者的比賽攻入生涯首個聯賽進球。
2007年及2008年，先後代表日本參加2007年女子世界盃足球賽、2007年亞足聯U17女子少年錦標賽、2008年北京奧運、2008年U20世界盃，其中2008年U20世界盃擔任主將，最後球隊止步於半準決賽。2010年7月24日，公布加入法國的蒙彼利埃女子隊消息，是第一位到該聯賽踢球的日本選手。之後參加2011年女子世界盃足球賽，與隊友一齊幫助日本獲得首座冠軍。

## 成績
| 球隊           | 賽季     | 聯賽 | 聯賽 | 盃賽 | 盃賽 | 聯賽盃 | 聯賽盃 | 總計 | 總計 |
| 球隊           | 賽季     | 出賽 | 進球 | 出賽 | 進球 | 出賽   | 進球   | 出賽 | 進球 |
| -------------- | -------- | ---- | ---- | ---- | ---- | ------ | ------ | ---- | ---- |
| 日視美人       | 2004     | 9    | 0    | 0    | 0    | -      | -      | 9    | 0    |
| 日視美人       | 2005     | 14   | 1    | 2    | 0    | -      | -      | 16   | 1    |
| 日視美人       | 2006     | 7    | 0    | 3    | 1    | -      | -      | 10   | 1    |
| 日視美人       | 2007     | 9    | 0    | 2    | 0    | 2      | 0      | 13   | 0    |
| 日視美人       | 2008     | 9    | 1    | 1    | 0    | -      | -      | 10   | 1    |
| 日視美人       | 2009     | 20   | 3    | 3    | 0    | -      | -      | 23   | 3    |
| 日視美人       | 2010     | 8    | 2    | -    | -    | 1      | 0      | 9    | 2    |
| 日視美人       | 總計     | 76   | 7    | 11   | 1    | 3      | 0      | 90   | 8    |
| 蒙彼利埃女子隊 | 2010–11  | 19   | 3    | 5    | 1    | -      | -      | 24   | 4    |
| 蒙彼利埃女子隊 | 2011-12  | 16   | 2    | 6    | 2    | -      | -      | 22   | 4    |
| 蒙彼利埃女子隊 | 總計     | 35   | 5    | 11   | 3    | -      | -      | 46   | 8    |
| 生涯總計       | 生涯總計 | 111  | 12   | 22   | 4    | 3      | 0      | 136  | 16   |

## 榮譽

### 國家隊
- 女子世界盃足球賽

冠軍 (1): 2011
- 亞足聯U17女子少年錦標賽

冠軍 (1): 2005

### 俱樂部
日視美人
- L聯賽

冠軍 (5):2002, 2005, 2006, 2007, 2008
- 全日本女子足球選手權大會

冠軍 (5): 2005, 2006, 2008, 2009, 2010
- 日本女子聯賽盃

冠軍 (2): 2007, 2010

## 國家隊進球
| #  | 日期          | 地點           | 對手     | 結果 | 勝負 | 賽事                         |
| -- | ------------- | -------------- | -------- | ---- | ---- | ---------------------------- |
| 1. | 2008年3月10日 | 賽普勒斯       | 俄羅斯   | 3-1  | 勝   | 2008年賽普勒斯女子足球錦標賽 |
| 2. | 2008年3月12日 | 賽普勒斯拉納卡 | 荷蘭     | 2-1  | 勝   | 2008年賽普勒斯女子足球錦標賽 |
| 3. | 2008年5月31日 | 越南胡志明市   | 中華臺北 | 11-0 | 勝   | 2008年女子亞洲盃足球賽       |
| 4. | 2008年5月31日 | 越南胡志明市   | 中華臺北 | 11-0 | 勝   | 2008年女子亞洲盃足球賽       |
| 5. | 2010年5月22日 | 中國成都       | 泰國     | 4-0  | 勝   | 2010年女子亞洲盃足球賽       |
| 6. | 2018年3月2日  | 葡萄牙帕沙爾   | 冰島     | 2-1  | 勝   | 2018年阿爾加維盃             |

## 外部連結
- 宇津木瑠美 – FIFA國際賽競賽紀錄 (存檔)
- 日本足球協會選手資料（页面存档备份，存于）